# Ramón Ovidio Pérez Morales
Ramón Ovidio Pérez Morales (* 26. Juni 1932 in Pregonero, Venezuela) ist ein venezolanischer Geistlicher und emeritierter römisch-katholischer Bischof von Los Teques.

## Leben
Ramón Ovidio Pérez Morales empfing am 26. Oktober 1958 die Priesterweihe und wurde in den Klerus des Erzbistums Caracas, Santiago de Venezuela inkardiniert.
Papst Paul VI. ernannte ihn am 2. Dezember 1970 zum Titularbischof von Aquae Albae in Byzacena und zum Weihbischof in Caracas, Santiago de Venezuela. Die Bischofsweihe spendete ihm der Erzbischof von Caracas, José Humberto Kardinal Quintero Parra, am 19. März 1971; Mitkonsekratoren waren Antonio del Giudice, Apostolischer Nuntius in Venezuela, und Eduardo Francisco Pironio, Weihbischof in La Plata.
Am 20. Mai 1980 berief ihn Johannes Paul II. zum Bischof von Coro und am 23. Dezember 1992 zum Erzbischof von Maracaibo. Am 5. Juni 1999 wurde er zum Erzbischof ad personam von Los Teques ernannt. Von seinem Amt trat er am 30. Dezember 2004 zurück.